# 簡嘉伶
簡嘉伶（Chien Chia-Ling），本名簡淑伶，前藝名為杜淑鵬、伍麗光，曾在早期台視《五燈獎》得過歌仔戲項目唯一的「五度五關」，1986年成為楊麗花歌仔戲訓練班第二期的學員，畢業後參與不少電視歌仔戲劇目的演出。 
簡嘉伶擅長編寫劇本，其中大愛劇場《流金歲月》曾入圍2006年電視金鐘獎「戲劇節目編劇獎」。

## 歌仔戲作品
台視 楊麗花歌仔戲
- 1986年《鐵漢柔情》李瑤紅
- 1986年《孫臏下山》徐甲
- 1987年《狂花飄雲夢》春桃
- 1987年《王文英與竹蘆馬》龐妃
- 1987年《王伯東告御狀》龐妃
- 1987年《朱洪武》艷紅
- 1988年《新西江月》英嬌
- 1988年《英雄殘夢》出家人慧空師父
- 1988年《李靖與紅拂女》楊素夫人/李建成
- 1988年《薛丁山與樊梨花》楊藩
- 1989年《紅樓夢》趙姨娘
- 1989年《泥馬渡康王》八皇子/馮旭妻
- 1990年《伴鬼闖江湖》周夫人
- 1991年《新狄青》飛龍公主
- 1992年《乞丐與千金》魏妃
- 1993年《順治與康熙》佟佳氏
- 1996年《四季紅—落花盈淚》方松
- 1996年《四季紅—苦海思親》阿義
- 1997年《紅塵奇英》徐文亮
- 2003年《君臣情深》龐妃

台視 陳亞蘭歌仔戲
- 2022年《嘉慶君遊台灣》嘉妃

三立台灣台 廟口歌仔戲
- 《花田錯》周玉樓
- 《沉江疑雲》 李書同
- 《親與仇》邱有財
- 《搶子婿》縣令夫人
- 《月夜迷》縣令
- 《乞丐狀元郎》唐璧
- 歌仔戲舞臺劇
- 《聖劍平冤》
- 《比文招親》
- 《添燈記》
- 《龍鳳情緣》

## 戲劇作品
- 台視
  - 《玉卿嫂》淑英
  - 《目蓮傳》桂枝
  - 《苦情花》阿美
  - 台視劇場《人間抒情系列》〈媽媽的土地〉大嫂
  - 《中國民間故事》〈夜半鬼叫床〉 月桃
  - 《濟公》〈柳燕娘〉阿桃
  - 1996年 《臺灣演義》護士
  - 1997年 《紅姑傳奇》甘老夫人
  - 1997年 《非常任務》〈販嬰記〉芬芳
  - 1998年 《李鐵拐》〈紅顏劫〉麗蘭
  - 1998年 《李鐵拐》〈江水劫〉顧仁遠/藍采和
  - 《福德正神土地公》〈福壽姻緣〉陳母
  - 《阿母的甘苦人生》阿美
  - 《石磨心》月桂
  - 《誰人的子》秀霞
  - 《碎心戀》莊香玲
  - 《赤腳婆》龍秀娟/于素秋
  - 《因果禪》丁秋霜
  - 《古井情深》玉嬌
  - 《城隍爺陰陽判》滿月姨
  - 《巧媳婦與憨婆家》阿玉
- 民視
  - 1997年 《真命天子》〈朱元璋〉鑾瑛舅媽/戴鳳台
- 中視

《大巡按蕃薯官》
- - 第二十四單元〈金蠶蠱〉楊夫人（苗春花）
  - 第二十六單元〈黑貓撞到鬼〉張素心
  - 第三十二單元〈娶鬼做某〉張蕙心
  - 第四十六單元〈虧心鬼〉崔夫人
  - 第五十三單元〈死忠兼換帖〉蔡母
  - 第五十七單元〈惡鬼附身〉如華
  - 第六十七單元〈小蛇吞大象〉奶媽
  - 第七十四單元〈真情無恨〉鬼后（紅蓮）
  - 第七十九單元〈灶中魂〉秀芳
  - 第八十三單元〈殭屍王抓狂〉秀枝
  - 第八十八單元〈英雄美人劍〉雲李英
  - 第九十二單元〈美香嫁鬼尪〉夫人
  - 第九十四單元〈斷頭將軍〉紅玉
  - 第九十六單元〈我家有個祖公爺〉李寇氏
- 1997年 《布袋和尚》飾寶雀

## 編劇作品
- 台視：2002年連續劇《素心蘭》
- 公視：2004年連續劇《一樣的月光》
- 中視：2007年連續劇《豪門本色》
- 大愛：2003年連續劇《富裕人生》
- 大愛：2005年連續劇《流金歲月》(入圍2006年度金鐘獎最佳編劇)
- 大愛：2007年連續劇《陽光下的足跡》
- 大愛迷你劇集：《看見藍天》
- 大愛迷你劇集：《真心英雄之警察先生》
- 大愛中區人醫會系列：《慈悲的滋味》
- 客台：2008年連續劇《彩色寧靜海》
- 緯來：2006年電視電影《小胖的故事》
- 緯來：2006年電視電影《魔鬼女教師》
- 緯來：2006年電視電影《傻傻愛》
- 大愛：2011年大愛劇場《何處是我家》
- 大愛：2014年長情劇展《唱快人生》
- 大愛：2014年長情劇展《心語》
- 大愛：2015年長情劇展《愛的真諦》
- 大愛：2018年大愛劇場《黃金大天團》
- 大愛，2020年大愛劇場《人生算什麼》
- 大愛，2021年大愛劇場《觀音對我笑》

## 獎項
| 年份   | 頒獎典禮     | 獎項           | 作品                   | 入圍者         | 結果 |
| ------ | ------------ | -------------- | ---------------------- | -------------- | ---- |
| 2006年 | 第41屆金鐘獎 | 戲劇節目編劇獎 | 大愛劇場 -《流金歲月》 | 傅華貞、簡嘉伶 | 提名 |